# Hannes Schneider
Johann "Hannes" Schneider, född 24 juni 1890 , död 26 april 1955, var en österrikisk skidlärare under 1900-talets första hälft som kom att få stor betydelse för utförsåkningens utveckling till en sport.
Han föddes i Stuben am Arlberg i Österrike som son till en osttillverkare. Schneider startade 1907 i sin första skidtävling och anställdes samma år som skidlärare på Hotel Post i St Anton, där han började arbeta med vad som kom att bli känt som Arlberg-tekniken. Efter att ha tjänstgjort som skidlärare i den österrikiska armén under första världskriget återvände han till Hotel Post.  År 1922 grundade han en skidskola som snabbt blev mycket populär och till vilken lärjungar strömmade från alla håll, och på 30-talet var ett 30-tal lärare i hans tjänst.
I mellankrigstiden gav han i samarbete med Dr. Arnold Fanck ut skidlitteratur och skidfilmer som spreds över hela världen. År 1920 spelade de tillsammans in dokumentärfilmen Das Wunder des Schneeschuhs vilken baserade sig på Arlberg-tekniken. I Sverige fick den titeln Skidlöpningens under. Bilder från filmen användes senare som illustrationer i boken med samma namn som kom ut 1925. Denna översattes 1931 till engelska under titel The Wonders of Skiing. Samma år gav de också ut en ny skidfilm, Der weiße Rausch - Neue Wunder des Schneeschuhs (The White Flame i USA och På fjället i sol i Sverige), i vilken Schneider återigen spelar huvudrollen, men nu tillsammans med den unga aktrisen Leni Riefenstahl.
Under 1930-31 verkade Hannes Schneider även i Japan, varför han även betraktas som japanska utförsåkningens fader.
År 1934 gick svenskarna Sigge Bergman och Olle Rimfors i Hannes Schneiders skidskola i St Anton och därefter tillämpades Schneiders metod och system även i Sverige.
Hannes besökte USA 1936 för att demonstrera sin skidteknik på en skidutställning i samband med en vintersportsmässa i Boston Garden.  Han åkte upp och ner i en kort träbacke som var täckt med rivna isflingor. Två veckor senare upprepade han samma föreställning i Madison Square Garden.
Då Hannes Schneider var uttalat kritisk till nazisterna fängslades han kort efter Anschluss, Nazitysklands annektering av Österrike. Med hjälp från USA smugglades Schneider 1939 till Cranmore Mountain Ski Resort i North Conway, New Hampshire och under andra världskriget tränade han en division i amerikanska armén i vilken hans son Herbert tjänstgjorde.
Hannes Schneiders insatser i skidhistorien bidrog till att förvandla skidåkning från att vara enbart ett transportmedel till att bli den sport den är idag. Han dog 26 april 1955 i North Conway, USA, och då tog hans son Herbert över skidskolan i Mount Cranmore.